# SN 2011im
SN 2011im – supernowa typu Ia odkryta 26 listopada 2011 roku w galaktyce NGC 7364. W momencie odkrycia miała maksymalną jasność 18,50m.